# Harry Potter and the Deathly Hallows – Part 1
Harry Potter and the Deathly Hallows – Part 1 (no  Brasil, Harry Potter e as Relíquias da Morte – Parte 1; em Portugal, Harry Potter e os Talismãs da Morte – Parte 1) é um filme britânico-americano de aventura, fantasia e ação de 2010, dirigido por David Yates e baseado no capítulo um até o vinte e quatro do livro de mesmo nome escrito por J. K. Rowling. O filme é o sétimo e penúltimo da sequência de adaptações para o cinema vindos da série de livros Harry Potter, e o terceiro a ser dirigido por Yates. David Heyman e David Barron foram os produtores e Steve Kloves, o roteirista. O filme traz no elenco principal Daniel Radcliffe como Harry Potter, e Rupert Grint e Emma Watson como os melhores amigos de Harry, Rony Weasley e Hermione Granger, respectivamente. A história mostra o trio na busca para encontrar e destruir as "fontes" da imortalidade de Lord Voldemort, as Horcruxes. As filmagens de ambas as partes foram encerradas no dia 12 de junho de 2010.
A primeira parte foi lançada no dia 19 de novembro de 2010, e a segunda em 15 de julho de 2011. Deathly Hallows – Part 1 seria lançado em 3D, mas pelo pouco espaço restante de junho a novembro, não houve tempo para realizar a edicao, já que são necessários cerca de quatro meses somente para se completar o processo de conversão para 3D. Alguns cinemas do mundo o exibiram em 4D durante as cenas de batalhas, onde os espectadores puderam sentir efeitos sutis de movimento em suas poltronas, que ocorreram em perfeita sintonia com a ação em curso, tornando a experiência cinematográfica realista e imersiva. Porém vale ressaltar "Tecnologia 4D" é apenas um nome de marketing.
Harry Potter and the Deathly Hallows – Part 1 teve sua première na Leicester Square em Londres no dia 11 de novembro de 2010 e foi distribuído em todo o mundo pela Warner Bros., sendo a terceira maior arrecadação de toda a série, com mais de US$ 970 milhões. Foi a quinta maior arrecadação doméstica, Estados Unidos e Canadá, em 2010. Acumulou pouco mais de US$ 295 milhões, ficando atrás de Toy Story 3, Alice in Wonderland, Iron Man 2 e The Twilight Saga: Eclipse. Mundialmente, foi a terceira maior bilheteria no ano.
No dia 21 de agosto de 2010, o diretor e os produtores assistiram a exibição teste da primeira parte em Chicago. Alan F. Horn, presidente da Warner Bros. na época, também esteve presente.

## Enredo
Na Mansão dos Malfoy, Severo Snape se encontra com Lord Voldemort e seus Comensais da Morte. Ele relata que a Ordem da Fênix irá mover Harry Potter, não mais sob o feitiço protetor de sua mãe, para um local seguro. Voldemort confisca a varinha de Lúcio Malfoy, já que a sua é impotente contra Harry porque ela e a varinha de Harry são "irmãs" por compartilharem o mesmo núcleo de penas de fênix. Durante o processo, Harry sobrevive ao ataque de Voldemort, mas Alastor "Olho-Tonto" Moody e Edwiges são mortos.
Durante os preparativos para o casamento de Gui Weasley e Fleur Delacour na Toca, eles recebem a visita do novo Ministro da Magia, Rufo Scrimgeour. Ele informa a Harry, Rony e Hermione que Alvo Dumbledore deixou uma herança para eles: para Rony, o seu desiluminador; para Hermione, uma cópia do livro de Os Contos de Beedle, o Bardo; e para Harry o pomo de ouro que ele capturou em sua primeira partida de Quadribol em Hogwarts. Dumbledore também deixou para Harry a espada de Godric Gryffindor, mas ela estranhamente desapareceu.
O Patrono de Quim Shacklebolt aparece em forma de aviso durante casamento alertando que o Ministério caiu e o Ministro está morto. Os Comensais da Morte atacam o evento e Harry, Rony e Hermione fogem para o Largo Grimmauld, número 12, a antiga sede da Ordem e casa de seu falecido padrinho Sirius. Enquanto exploram a casa agora inabitada, Rony descobre que o irmão de Sirius, Regulo Arcturo Black, é o R.A.B. que roubou o medalhão de Salazar Slytherin de Voldemort. O ladrão local e membro da Ordem, Mundungo Fletcher mais tarde o vendeu para Dolores Umbridge. Harry, Rony e Hermione se infiltram no Ministério disfarçados de funcionários pela Poção Polissuco e recuperam o medalhão, mas são perseguidos por Comensais da Morte em uma saída caótica. Hermione os desaparata para uma floresta, deixando Rony ferido no processo. 
As tentativas de destruir o medalhão com feitiços falham e Hermione deduz que a espada de Gryffindor pode destruir Horcruxes porque está impregnada com veneno do basilisco, morto por Harry na Câmara Secreta. Rony, afetado pelo medalhão, fica frustrado com o progresso lento do grupo e com ciúmes irracionais de Harry e Hermione. Ele discute com Harry, então desaparata, deixando Harry e Hermione sozinhos. Quando Harry toca o pomo com seus lábios, ele revela uma mensagem enigmática: Eu abro no fecho. Hermione encontra um estranho símbolo desenhado em seu livro, que é idêntico ao que o pai de Luna Lovegood, Xenofílio, usou no casamento de Gui e Fleur.
Harry e Hermione decidem procurar a espada em Godric's Hollow, o antigo povoado onde viveu os Potter, e encontram o mesmo símbolo estranho em um túmulo no cemitério. A idosa historiadora e amiga de Dumbledore, Batilda Bagshot, aparece e os convida para ir a sua casa, onde eles encontram uma foto do jovem no sonho de Harry que roubou uma varinha do fabricante de varinhas Gregorovitch. Batilda se transforma e revela ser a cobra de Voldemort, Nagini, que ataca Harry. Hermione os desaparata para um local seguro, mas seu feitiço contra a cobra acidentalmente destrói a varinha de Harry. Hermione identifica o homem na foto como o bruxo das trevas Gerardo Grindelwald. Naquela noite, o Patrono de uma corça atrai Harry até um lago congelado onde a espada de Gryffindor está no fundo. Harry mergulha na água gelada, mas o medalhão em volta de seu pescoço desperta, estrangulando-o. Rony aparece, recupera a espada e salva Harry. Eles destroem o medalhão Horcrux com a espada. De volta ao acampamento, Rony explica que o desiluminador o levou até a localização deles.
No dia seguinte, Harryy, Ron e Hermione visitam Xenofílio Lovegood, estranhando a ausência de Luna, e descobrem que o símbolo usado representa as Relíquias da Morte. Segundo a lenda, três irmãos receberam um prêmio da própria Morte por enganá-la: a Pedra da Ressurreição, a Capa da Invisibilidade e a Varinha das Varinhas, a varinha mais poderosa conhecida. Xenofílio convoca secretamente os Comensais da Morte, na esperança de trocar Harry por Luna, que foi sequestrada. Os três escapam, mas sequestradores os capturam na floresta e o levam para a Mansão dos Malfoy. Durante uma visão, Harry vê um velho Grindelwald dizendo a Voldemort que a Varinha das Varinhas está enterrada com Dumbledore.
Na Mansão dos Malfoy, Belatriz Lestrange vê um sequestrador com a espada da Gryffindor que ela acreditava estar no cofre de sua família em Gringotes e se desespera. Harry e Rony foram aprisionados no porão onde encontram Luna, o Sr. Olivaras e o duende Grampo. No andar de cima, Belatriz tortura Hermione questionando como eles conseguiram roubar a espada do cofre. Harry implora por ajuda usando um fragmento de espelho no qual ele acredita ter vislumbrado o rosto de Dumbledore. O elfo Dobby aparece em resposta e ajuda a salvá-los, enquanto Harry pega suas varinhas capturadas de Draco Malfoy. Enquanto eles desaparatam, Belatriz atira uma faca, matando Dobby. Harry o enterra próxima à cabana de Gui e Fleur à beira-mar. Enquanto isso, longe dali, Voldemort viola o túmulo de Dumbledore, roubando a Varinha das Varinhas, que se mostra pronta para servir a um novo dono.

## Elenco
- Daniel Radcliffe como Harry Potter.
- Rupert Grint como Ronald "Rony" Weasley, melhor amigo de Harry.
- Emma Watson como Hermione Granger, melhor amiga de Harry.
- Helena Bonham Carter como Belatriz Lestrange, uma Comensal da Morte e braço direito de Voldemort.
- Robbie Coltrane como Rúbeo Hagrid, o amigo meio gigante de Harry e guarda-caça em Hogwarts.
- Ralph Fiennes como Lord Voldemort, um poderoso bruxo das trevas e líder dos Comensais da Morte.
- Michael Gambon como Alvo Dumbledore, o falecido diretor de Hogwarts.
- Brendan Gleeson como Alastor "Olho-Tonto" Moody, um membro da Ordem da Fênix.
- Richard Griffiths como Válter Dursley, o tio trouxa de Harry.
- John Hurt como Olivaras, um fabricante de varinhas sequestrado pelos Comensais da Morte.
- Rhys Ifans como Xenofílio Lovegood, o pai excêntrico de Luna.
- Jason Isaacs como Lúcio Malfoy, pai de Draco e um desacreditado Comensal da Morte.
- Bill Nighy como Rufo Scrimgeour, o novo Ministro da Magia.
- Alan Rickman como Severo Snape, um agente duplo dos Comensais da Morte e novo diretor de Hogwarts.
- Fiona Shaw como Petúnia Dursley, a tia trouxa de Harry.
- Timothy Spall como Pedro Pettigrew, o Comensal da Morte que traiu os pais de Harry.
- Imelda Staunton como Dolores Umbridge, Subsecretária Sênior do Ministro e chefe da Comissão de Registro dos Nascidos Trouxas.
- David Thewlis como Remo Lupin, um lobisomem e membro da Ordem da Fênix.
- Julie Walters como Molly Weasley, a matriarca da família Weasley.
- Warwick Davis como Grampo, um duende e antigo funcionário do Gringotes.
- Tom Felton como Draco Malfoy, um comensal da morte e filho de Lucio e Narcisa.
- Domhnall Gleeson como Guilherme "Gui" Weasley, o filho mais velho dos Weasley e noivo de Fleur.
- Evanna Lynch como Luna Lovegood, uma excêntrica amiga de Harry.
- Helen McCrory como Narcisa Malfoy, a mãe de Draco Malfoy.
- Clémence Poésy como Fleur Delacour, bruxa francesa noiva de Gui Weasley.
- Natalia Tena como Ninfadora Tonks, uma metamorfomaga e membro da Ordem da Fênix.
- Bonnie Wright como Gina Weasley, irmã de Rony e interesse amoroso de Harry.

Mark Williams interpreta Arthur Weasley, enquanto James Phelps e Oliver Phelps interpretam os gêmeos Fred e Jorge Weasley. Toby Jones e Simon McBurney emprestam suas vozes aos elfos domésticos Dobby e Monstro respectivamente. George Harris e Andy Linden interpretam os membros da Ordem da Fênix Kinsgley Schacklebot e Mundungo Fletcher. A historiadora da magia Batilda Bagshot é interpretada por Hazel Douglas, enquanto Peter Mullan interpreta Yaxley e Nick Moran interpreta o sequestrador Scabior. Matthew Lewis, Dave Legeno e Harry Melling reprisam os papéis dos filmes anteriores de Neville Longbottom, Fenrir Greyback e Duda Dursley. Jamie Campbell Bower faz uma aparição como o bruxo das trevas Gerardo Grindelwald. Miranda Richardson e Frances de la Tour fazem participações especiais como Rita Skeeter e Olimpia Maxime respectivamente. Michelle Fairley faz uma participação como a mãe de Hermione. Stanislav Ianevski gravou cenas como Vítor Krum, mas elas foram cortadas do filme.

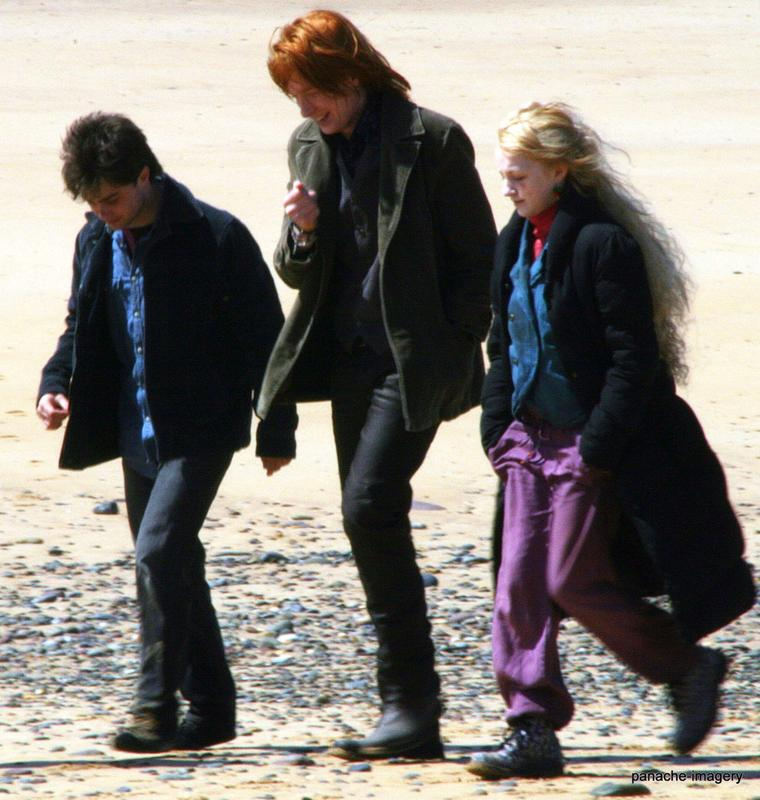
Daniel Radcliffe, Domhnall Gleeson e Evanna Lynch, durante as filmagens, em Maio de 2009.

Jason Isaacs estava indeciso ao retornar para Harry Potter and the Deathly Hallows antes mesmo do livro ser lançado, pois ele estava preocupado com que o Lúcio tivesse um tempo muito curto nas telas, devido à prisão do personagem na história anterior. Numa entrevista, ele disse que estava juntamente com J. K. Rowling numa reunião em um jantar de premiação, e praticamente caiu de joelhos e disse: "Tire-me da prisão, eu lhe peço". Rowling tranquilizou Isaacs, olhando por cima do ombro e falando: "Você está solto. Capítulo Um.". Isaacs assinou o contrato para o filme imediatamente depois.
Joshua Herdman anunciou no dia 9 de agosto de 2009 que Jamie Waylett não voltaria reprisando seu papel como Vincente Crabbe no filme. O personagem de Waylett, em vez disso, foi re-escrito e seu papel na trama assumido pelo personagem de Herdman.
David Yates anunciou que, para a cena final do filme, que se passa dezenove anos após a história principal, atores mais velhos não seriam escalado para interpretar os personagens principais. Efeitos especiais serão utilizados para descrever os membros do elenco como adultos. Além disso, parece que uma mistura de efeitos visuais e maquiagem serão utilizados para tornar os atores em cena parecidos com os Sete Potter's, como Daniel Radcliffe.

## Produção

### Desenvolvimento
"Anos atrás, nós brevemente - e seriamente - consideramos fazer The Goblet of Fire dividido em dois filmes. Portanto, este conceito não é totalmente novo. Quanto a The Deathly Hallows, eu pensei - quase desde os primeiros momentos em que eu comecei a lê-lo e, certamente, uma vez que eu o tinha acabado - que, explicar a história em um único filme ia ser uma tarefa difícil. Em outros filmes do 'grupo' senti isso da mesma forma. Assim, a ideia de dois filmes começou a ser aceita antes mesmo do fim do verão de 2007. Nós não os tomamos com desânimo. Mas, afinal todo mundo achava que, apesar dos desafios que se apresentaram, foi a decisão que soou mais criativa.
Tenho certeza que alguns vão pensar que somos loucos. Minha esposa olhou para mim vesga quando eu mencionei. Mas eu estou realmente animado quanto a eles, porque eles devem nos permitir 'alongar' um pouco com os personagens e dar-lhes o bom 'bota-fora'. A história é altamente emocional e aqueles momentos merecem tempo para respirar. E, pessoalmente, eu sinto que nós devemos isso à Jo Rowling -, a fim de preservar a integridade da obra - e os fãs - pela sua lealdade de todos estes anos - para dar-lhes a melhor e mais completa experiência possível."

O Roteirista Steve Kloves, sobre a decisão de dividir o último livro de Harry Potter em um filme de duas partes.
A decisão de dividir o último livro de Rowling em um filme de duas partes veio a partir da proposta original de fazer isso com o Cálice de Fogo, em 2004. Relíquias da Morte foi desenvolvido passo-a-passo, e tratado como se fosse um único filme. A ideia de dividir o livro em um filme de duas partes tinham surgido em meados de 2007, mas só entrou em séria consideração depois que o produtor David Heyman conversou com o roteirista Steve Kloves, quando o Writers Guild of America Strike, de 2007 à 2008, terminou e Heyman obteve a aprovação de Rowling. Kloves começou a trabalhar no roteiro a partir da segunda parte, em Abril de 2009.
Conforme o executivo da Warner Bros., Alan F. Horn, iria ser permitido "uma hora extra e meia para comemorar o que esta franquia tem sido e fazer justiça a todas as palavras e ideias desta história surpreendente". Heyman descreveu o funcionamento por trás da divisão: "Relíquias da Morte é tão rica, uma história tão densa e há tanta coisa a se resolver que, depois de discutir com J. K. Rowling, chegamos à conclusão de que as duas partes eram necessárias". Kloves não foi capaz de começar a trabalhar no roteiro até que a greve dos roteiristas acabasse.
Antes de David Yates ser oficialmente escolhido para dirigir o filme, outros diretores manifestaram interesse no trabalho. Alfonso Cuarón, Diretor de Harry Potter e o Prisioneiro de Azkaban, havia dito que estava tentado a voltar a dirigir a série. Guillermo del Toro, que recusou dirigir O Prisioneiro de Azkaban, manifestou interesse em dirigir Relíquias da Morte, mas um aumento da carga sobre a produção de O Hobbit o deixou de fora do projeto.
Heyman notou que o filme será mais uma recriação do livro do que os filmes anteriores, devido à duração que uma adaptação de duas partes acarreta. Daniel Radcliffe disse: "Este é um filme na estrada, especialmente na primeira parte do filme. As pessoas estão tão acostumadas a ver Harry Potter em Hogwarts e nós simplesmente não estamos lá na primeira parte do filme. Isso parece ter refrescado muito as coisas, e esperamos que as pessoas vendo os filmes com olhos frescos encontrem algo novo, porque é uma aparência totalmente diferente quando você não está apenas sentado na mesma sala o tempo todo".
Heyman e Yates notaram que alguns dos eventos ocorridos no sétimo livro tiveram um efeito sobre a forma como o sexto filme foi escrito.

### Música
Embora Yates tenha usado o compositor Nicholas Hooper para Half- Blood Prince, Hooper confirmou que ele não estará de volta Deathly Hallows. Em julho de 2009, John Williams (compositor dos três primeiros filmes) disse que iria voltar na Parte II do filme, enquanto ele encaixa com o seu cronograma. Em janeiro de 2010, Alexandre Desplat foi confirmado para produzir a trilha sonora da Parte I. Desplat irá compor durante todo o verão com a London Symphony Orchestra, e ele admitiu que vai usar o Hedwig's Theme, criado por Williams, em sua composição. Nessa entrevista, ele afirmou: " Vamos começar neste verão e vamos ficar durante todo ele. Eu não vou ter muitos feriados, mas é por uma boa razão - para a trilha sonora. Gostaria de aproveitar todas as oportunidades para usar o tema fabuloso escrito por John Williams. Eu diria que ele não foi suficientemente utilizado nos últimos filmes, então se eu tiver a oportunidade e se o filme me permitir, eu vou consertar isso... vou fazer isso com grande honra e prazer". Desplat concluirá o score em setembro. A orquestração do filme começou em 14 de agosto de 2010 com Conrad Pope (o orquestrador dos três primeiros filmes de Potter), colaborando com Desplat. Pope comentou que a música é "emocionante e vigorosa" e que "aqueles que amam melodias, harmonias e emoções em filmes deverão ficar satisfeitos. Relembra os dias que passaram". No filme toca a música O´Children do cantor Nick Cave na cena em que Harry dança com Hermione. Mas, Porém a música não está na trilha sonora do filme
Apesar dos rumores que invadiram a Internet com alegações de confirmação, a Warner Bros dos EUA não liberou nenhum comunicado oficial anunciando o compositor da Parte II.
A música-trailer de Deathly Hallows possui duas faixas, ambas de Brand X. A 1ª se chama The Sorcerers Secret e toca nos três primeiros teaser's, enquanto a segunda também toca nos trailer's de ambas as partes.

## Filmagens

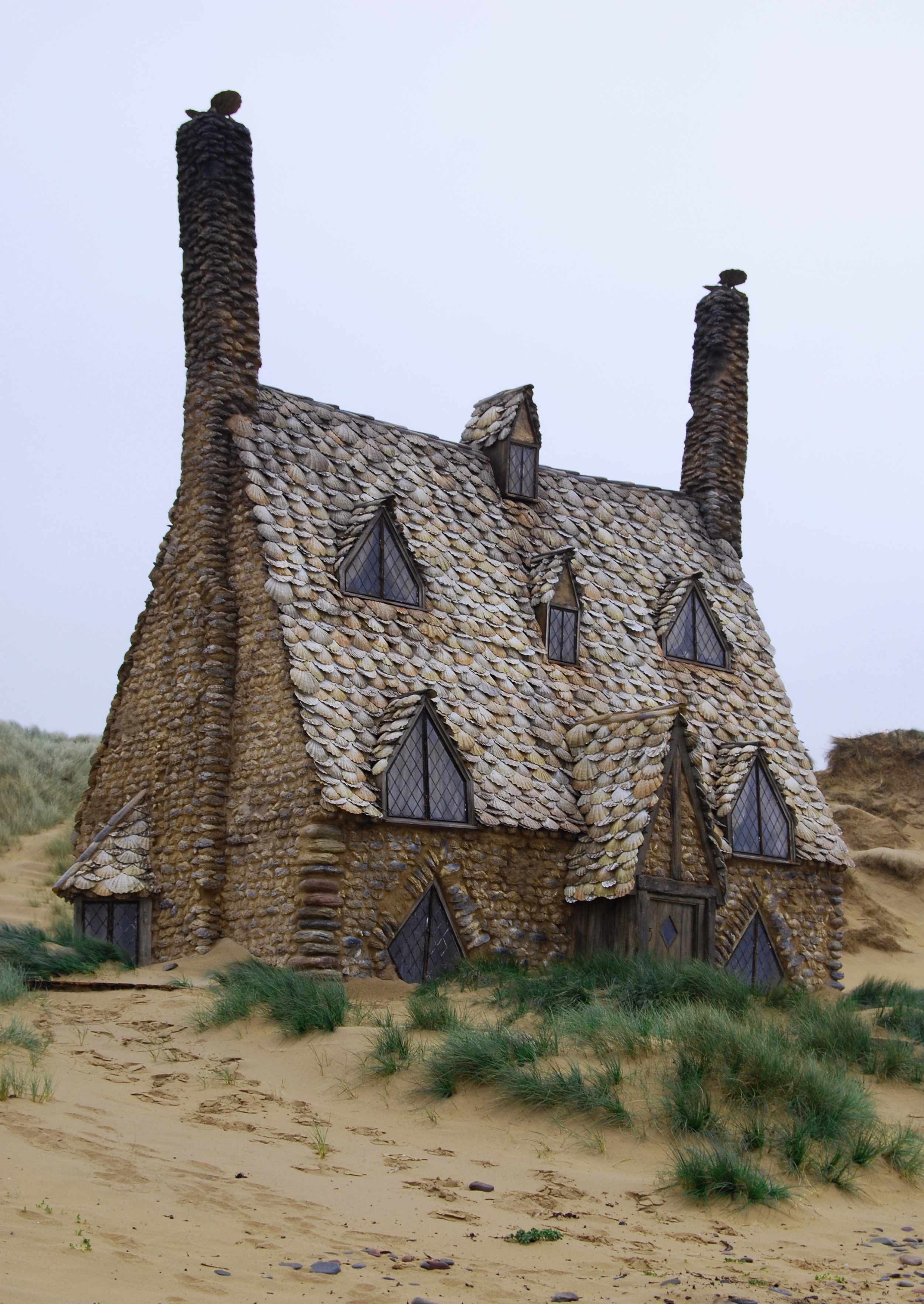
Casa na praia de Freshwater West durante as filmagens.

A Pré-Produção começou no dia 26 de Janeiro de 2009, e as filmagens no dia 19 de fevereiro de 2009, no Leavesden Studios, onde os últimos seis foram filmados. O Pinewood Studios foi a segundo estúdio de locação que serviu para as filmagens. Bruno Delbonnel, diretor de fotografia do sexto filme, optou por não trabalhar neste filme, pois estava com medo de tornar-se repetitivo. Portanto, Eduardo Serra foi escolhido para ser o diretor das Partes I e II. O diretor, David Yates, disse que o filme será rodado com "cargas de câmeras de mão". Ele afirmou: "Eu quero agitar as coisas cada vez que eu entrar nesse mundo. Gosto de experimentar à medida que avançamos". Em outubro de 2009, Ralph Fiennes começou a filmar no seu papel de Lorde Voldemort. Muitos dos atores adultos também se prepararam para as gravações durante esse período. A produção também foi para as locações, com a Swinley Forest e a praia de Freshwater West sendo duas das áreas externas de filmagem, junto com a vila de Lavenham, em Suffolk, e as ruas da cidade de Londres.

## Première em São Paulo
- No dia 18 de novembro de 2010, o ator Matthew Lewis que interpreta Neville Longbottom nos filmes da série Harry Potter, veio ao Brasil para o lançamento do filme Harry Potter e as Relíquias da Morte - Parte 1 a convite da Warner Bros..[carece de fontes?]

## Bilheterias
- É a segunda maior bilheteria dos cinemas IMAX, em dia de estreia, que arrecadou cerca de $12,4 milhões de dólares no mundo inteiro, seguido por Alice in Wonderland que conseguiu $12,1 milhões de dólares.[35]
- Arrecadou cerca de $24 milhões de dólares em quesito pré-estreia, ocupando a quarta posição dos filmes mais vendidos do mundo em pré-estreias;[36] Em menos de três dias depois do lançamento, o filme conseguiu chegar a mais de $330,120,000 milhões de dólares;
- É o filme da Warner Brothers que mais vendeu no Brasil em dia de lançamento, superando os seis primeiros da saga;[37] no total, arrecadou R$38.992.373 e atraiu 4.551.312 espectadores, sendo o filme mais rentável da série no Brasil.
- Nos EUA, arrecadou $295,001,070, sendo o 5o filme de maior bilheteria de 2010.
- Com US$955.417.476 mundialmente, é o terceiro filme mais rentável da série, perdendo apenas para Harry Potter e a Pedra Filosofal e Harry Potter and the Deathly Hallows – Part 2, o terceiro mais visto de 2010 (após Toy Story 3 e Alice in Wonderland) e a 20ª maior bilheteria da história.
- Em Portugal o filme alcançou a 6ª posição de filme mais visto de 2010, tendo sido duas vezes o filme mais visto da semana. Foi visto por 409.910 espectadores, alcançando uma receita de € 1.918.452,26;

## Recepção
No site agregador de críticas Rotten Tomatoes, 78% das 259 resenhas dos críticos são positivas.

## Prêmios e Indicações
Após o seu lançamento, o longa concorreu a diversos prêmios importantes no ramo do cinema.
- Critic Choice Awards: Indicado em "Melhor Maquiagem" e "Melhores Efeitos Especiais"
- VES Awards: Indicado em "Melhores Efeitos Especiais" e uma dupla indicação na categoria "Melhor Personagem Animado em Filme" - Monstro e Dobby. Venceu na última categoria, o prêmio em questão foi para o personagem Dobby.
- Kids Choice Awards: Indicado em "Melhor Atriz - Emma Watson" e "Filme Favorito"
- Jameson Empire Awards: Venceu na categoria "Melhor Filme de Ficção Científica/ Fantasia" e indicado em "Melhor Atriz - Emma Watson"
- BAFTA: Indicado em "Melhor Maquiagem" e "Melhores Efeitos Especiais". Além dessas indicações, a série Harry Potter foi agraciada com o prêmio "Contribuição ao Cinema Britânico" pelo seu sucesso nos cinemas nos últimos 10 anos. O prêmio foi entregue a autora J.K Rowling e ao produtor da série David Heyman.
- Oscar: Indicado em "Melhor Direção de Arte" e "Melhores Efeitos Especiais"
- Saturn Awards: Indicado em "Melhor Filme de Fantasia", "Melhor Diretor", "Melhor Figurino", "Melhor Maquiagem" e "Melhores Efeitos Especiais".
- National Movie Awards: Venceu em "Melhor Filme de Fantasia" e recebeu uma tripla indicação na categoria "Performance do Ano" - Daniel Radcliffe, Rupert Grint e Emma Watson.
- MTV Movie Awards: Venceu em "Melhor Vilão" - Tom Felton e indicado em "Melhor Filme", "Melhor Ator" - Daniel Radcliffe, "Melhor Atriz" - Emma Watson, "Melhor Beijo" - Daniel Radcliffe e Emma Watson, "Melhor Vilão" - Tom Felton, "Melhor Luta" - Daniel Radcliffe, Emma Watson e Rupert Grint vs Comensais da Morte.
- Teen Choice Awards 2011: Venceu em "Melhor filme de Ficção Científica/Fantasia", e em "Melhor atriz de filme de Ficção Científica/Fantasia" - Emma Watson. Indicado em "Melhor ator de filme de Ficção Científica/Fantasia" - Daniel Radcliffe.